# Dennis Malura
Dennis Malura (Nyugat-Berlin, 1984. június 20. –) német labdarúgó, a Rot-Weiß Essen hátvédje.

## Pályafutása
Malura Nyugat-Berlinben született, mivel édesapja ekkor ott játszott. A Union Solingen felnőttcsapatában 2003. április 19-én mutatkozott be, az Alemannia Aachen tartalékcsapata ellen 3–0-ra megnyert találkozón a 65. percben állt be Dirk Schreiber helyére. Az idényben még 3 mérkőzésen lépett pályára a negyedosztályú Oberliga Nordrhein ligában. A következő idényben rendszeres csapattag volt, 31 mérkőzésen 5 gólig jutott. A 2004–05-ös szezon első felében maradt a solingenieknél, de a téli átigazolási időszakban csapatot váltott: a Regionalliga Nord-szereplő Wuppertal igazolta le. Az idény hátralévő részében 6 találkozón kapott lehetőséget. A következő szezonban 24 mérkőzésen lépett pályára, az idény végére vált rendszeres csapattaggá, gólt nem szerzett. A 2006–07-es szezonban alapemberré vált, 30 mérkőzésen szerepelt, egyetlen gólját az SV Wilhelmshaven ellen 5–2-re megnyert találkozón szerezte. A rákövetkező idényben valamivel kevesebb lehetőséget kapott, 26 mérkőzésen nem fűződött gól a nevéhez.
A 2008–09-es idényre átszervezték a bajnokságot, de Malura is csapatot váltott: a 3. Liga-szereplő Kickers Offenbach szerződtette. Itt azonban kevés lehetőséghez jutott, főleg az ötödosztályú Hessenligában szereplő tartalékcsapatban kapott játéklehetőséget, a harmadosztályban csak 10-szer lépett pályára. Nem volt meglepő, hogy csapatot váltott: a Rot-Weiß Erfurt szerződtette. A 2009–10-es szezonban 36 találkozón 1, a 2010–11-es idényben 30 találkozón 1 gólt szerzett, de gólpasszok is fűződtek a nevéhez. Jó teljesítményére az 1860 München is felfigyelt: a 2011–12-es idényt már a másodosztályban kezdhette. Habár rögtön az két fordulót végigjátszotta az Eintracht Braunschweig és a Karlsruher SC ellen, ezeken kívül már csak 8 percet játszott, így már a télen csapatot váltott: a harmadosztályú 1. FC Heidenheim igazolta le, itt 17 mérkőzésen 1 gólt szerzett.
A 2012–13-as szezonban hátvéd létére 36 mérkőzésen 4 gólt szerzett és 9 gólpasszt adott. A következő idényben sérülések is hátráltatták, így csak 26 mérkőzés és 1 gólpassz fűződött a nevéhez. Csapata feljutott a másodosztályba, így Malura a 2014–15-ös idényben ismét a Bundesliga 2-ben játszhatott. De ismét nem kapott sok lehetőséget, mindössze 5 találkozón lépett pályára. Így 2015 nyarán visszatért a negyedosztályba, előbb a Viktoria Kölnben (26 találkozón 4 gól, 5 gólpassz), majd a Rot-Weiß Essenben szerepelt.

## Magánélete
Édesapja, Edmund Malura szintén profi labdarúgó volt, a másodosztályig jutott.